# Roger Grava
Pour les articles homonymes, voir Grava.
Revelli Ruggero Grava, connu sous le nom de Roger Grava (né le 26 avril 1922 à Claut, en Frioul-Vénétie Julienne et mort le 4 mai 1949 à Superga) est un footballeur français d'origine italienne des années 1940.

## Biographie
Né à Claut en Frioul-Vénétie Julienne, sa famille et lui émigrent en France en 1923. Roger Grava commence sa carrière au poste d'attaquant en 1942 avec Amiens AC ou il ne restera qu'une saison. Puis il joue dans l'équipe fédérale Nancy-Lorraine, en 1943, mais au cours de la saison, il joue pour l'équipe fédérale Bordeaux-Guyenne. En 1944-1945, il joue pour les Girondins de Bordeaux. De 1945 à 1948, il joue dans le club du nord de la France, le CO Roubaix-Tourcoing, remportant un championnat de France en 1947. Il est transféré en 1948, au Torino FC, en compagnie, d'un autre joueur français d'origine italienne, Émile Bongiorni (joueur du RC Paris). Il fait partie de la réserve, ne jouant qu'un seul match avec l'équipe première, contre le Genoa CFC. Il meurt, avec 18 de ses coéquipiers, dans l'accident aérien du 4 mai 1949, à Superga. Il repose en France au cimetière de Saint-Ouen.

## Clubs
- 1942-1943 :  Amiens AC
- 1943 :  ÉF Nancy-Lorraine
- 1943-1944 :  ÉF Bordeaux-Guyenne
- 1944-1945 :  Girondins de Bordeaux
- 1945-1948 :  CO Roubaix-Tourcoing
- 1948-1949 :  AC Torino

## Statistiques
| Saison                | Club                  | Championnat           | Championnat | Championnat | Coupe(s) nationale(s) | Coupe(s) nationale(s) | Total | Total |
| Saison                | Club                  | Division              | M.          | B.          | M.                    | B.                    | M.    | B.    |
| 1942/43               | Amiens AC             | D1-ZN                 | 6+          | 12          | 2+                    | 3                     | 29    | 15    |
| 1943/44               | EF Nancy-Lorraine     | D1-F                  | ?           | ?           | ?                     | ?                     | ?     | ?     |
| 1943/44               | EF Bordeaux-Guyenne   | D1-F                  | ?           | ?           | 1+                    | ?                     | ?     | ?     |
| 1944/45               | Girondins de Bordeaux | D1                    | ?           | ?           | ?                     | ?                     | ?     | ?     |
| 1945/46               | CO Roubaix-Tourcoing  | D1                    | 24          | 11          | -                     | -                     | 24    | 11    |
| 1946/47               | CO Roubaix-Tourcoing  | D1                    | 34          | 10          | 3                     | 1                     | 37    | 11    |
| 1947/48               | CO Roubaix-Tourcoing  | D1                    | 26          | 8           | 3                     | 1                     | 29    | 9     |
| 1948/49               | AC Torino             | D1                    | 1           | 0           | -                     | -                     | 1     | 0     |
| Total sur la carrière | Total sur la carrière | Total sur la carrière | 91+         | 41          | 9+                    | 4                     | 100+  | 45+   |

## Palmarès
- Championnat de France de football
  - Champion en 1947
- Championnat d'Italie de football
  - Champion en 1949